# Ар-Раввад ибн аль-Мусанна аль-Азди
Ар-Равва́д ибн аль-Муса́нна аль-Азди́ (араб. الرواد بن المثنى الأزدي‎) — родоначальник династии Раввадидов, которая правила в Иранском Азербайджане с середины VIII—XII веков.
Аббасидский халиф Абу Джафар аль-Мансур назначил правителем Азербайджана Йазида ибн Хатима аль-Мухаллиби, который переселил туда арабов-йеменцев. Первым из них был ар-Раввад ибн аль-Мусанна, поселившийся в Тебризе. Впоследствии он стал главой самостоятельного феодального владения.
У ар-Раввада было трое сыновей: Мухаммед (813—845), аль-Ваджна и Йахйа (ум. 849).